# Jean Pic de la Mirandole
Jean Pic de la Mirandole (Giovanni Pico della Mirandola), qui se faisait aussi appeler comte de la Concordia (la Concorde), né à Mirandola le 24 février 1463 et mort le 17 novembre 1494 à Florence, est un philosophe et théologien humaniste italien, troisième fils d'une vieille famille comtale. 
À la recherche de la prisca theologia (ou théologie première exposée par les Anciens), il étudia et synthétisa les principales doctrines philosophiques et religieuses connues à son époque, notamment le platonisme, l'aristotélisme et la scolastique. Il est le fondateur de la kabbale chrétienne.

## Biographie
Jeune héritier d'une fortune considérable (Famille Pico), Jean Pic de la Mirandole eut le loisir d'étudier et de voyager à sa guise, et consacra sa vie au savoir. Néoplatonicien et adepte de la philosophie naturelle, il fut élève de Ficin, avant de revenir au péripatétisme. Pic de la Mirandole voulut effectuer une synthèse d'Aristote et de Platon à partir de la foi chrétienne, ou encore concilier arts libéraux, philosophie morale et théologie, ce qui lui valut d'être considéré comme hérétique par le pape Innocent VIII. Il est aussi l'un des fondateurs de la kabbale chrétienne (ou cabale philosophique de la Renaissance).
Yves Hersant, présentant sa traduction de l'ouvrage De la dignité de l'homme, explique :

« Lorsqu'il écrit l'Oratio de hominis dignitate, qui aurait dû introduire ses Neuf cents thèses philosophiques, théologiques et cabalistiques, Pic de la Mirandole a vingt-quatre ans. Bien conscient du fait que « ses façons ne répondent ni à son âge, ni à son rang », c'est pourtant une philosophie nouvelle qu'il propose à ses aînés ; philosophie ouverte, accueillant tout ce qui, depuis les Mystères antiques jusqu'aux religions révélées, émane de ce que l'on pourrait appeler la « volonté de vérité ».
L'homme est au centre de cette philosophie, en ce que le divin a déposé en lui ce « vouloir », cette volonté dont il use à sa guise, le créant « créateur de lui-même ». »

### Jeunesse et études

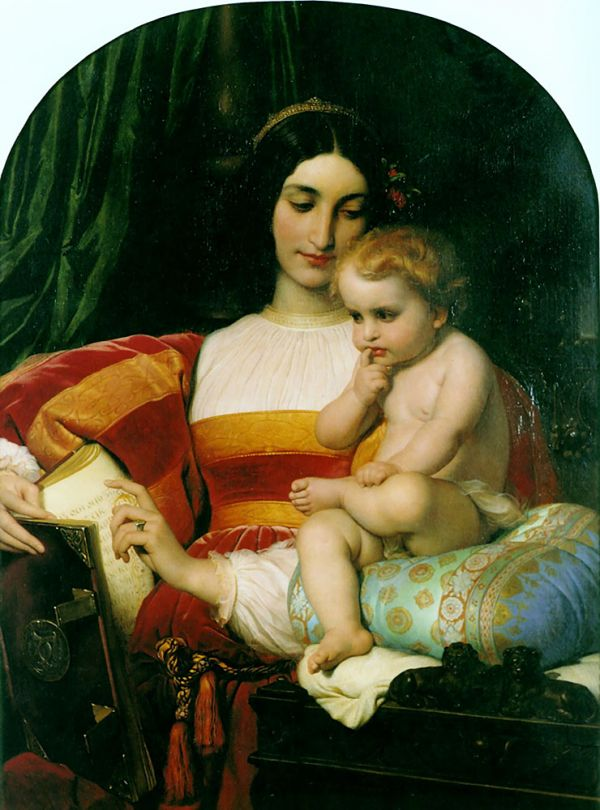
Paul Delaroche, L'enfance de Pic de la Mirandole (Musée d'Arts de Nantes).

Jean Pic de la Mirandole naît à Mirandola, à proximité de Modène. Il est le plus jeune fils de la famille des comtes de Mirandola et de Concordia, seigneurs féodaux d'un petit domaine dans la région d'Émilie-Romagne. Enfant précoce doué d'une mémoire stupéfiante, il fait très jeune des études en latin, peut-être même en grec. Sa mère le destinant à l'Église, il est nommé protonotaire apostolique à l'âge de dix ans, et va étudier le droit canonique à Bologne en 1477.
Quand sa mère meurt subitement deux ans plus tard, Pic renonce au droit canonique pour entreprendre des études de philosophie à l'Université de Ferrare. Durant un bref séjour à Florence, il fait la connaissance d'Ange Politien, du poète de cour Jérôme Benivieni et probablement du jeune moine dominicain Savonarole. Il restera toute sa vie très attaché à ses trois amis, y compris à Savonarole, au tempérament ascétique et violemment anti-humaniste. Pic fut probablement l'amant de Politien,.
De 1480 à 1482, il poursuit ses études à l'Université de Padoue, un centre majeur de philosophie aristotélicienne en Italie. Déjà très à l'aise en latin et en grec, il étudie à Padoue l'hébreu et l'arabe auprès d'Élie del Medigo, un averroïste juif, qui lui fait également lire des manuscrits araméens. Del Medigo traduit également pour Pic des manuscrits juifs de l'hébreu au latin, comme il va continuer de le faire pendant plusieurs années. À Padoue, Pic écrit aussi des sonnets — aussi bien en italien qu'en latin — qu'il détruira toutefois à la fin de sa vie. Il entre en relation avec Yohanan Alemanno, un kabbaliste juif italien qui l'initie aux méthodes d’exégèse kabbalistiques. La rencontre des deux hommes est à la source de la création de la Kabbale chrétienne, selon Charles Mopsik.
Il passe les quatre années suivantes à fréquenter les centres humanistes d'Italie. Il engage des traducteurs, d’abord Paul de Heredia, puis Samuel ben Nissim Abulfaraj, un Juif sicilien converti au christianisme sous le nom de Flavius Mithridate, afin d’obtenir des traductions latines des principaux textes de la Kabbale. Pic de la Mirandole a probablement, aussi, entretenu des relations homosexuelles avec Flavius Mithridate. En 1485, il se rend à l'Université de Paris, le plus important centre de théologie et de philosophie scolastique d'Europe — et un bouillon de culture de l'averroïsme latin. C'est probablement à Paris que Pic entreprend la rédaction de ses 900 conclusions philosophiques, cabalistiques et théologiques et qu'il conçoit l'idée de les défendre au cours d'un débat public.
En 1486, de retour à Florence, il fait la connaissance de Laurent de Médicis et de Marsile Ficin, le jour même où ce dernier termine sa traduction en latin des œuvres de Platon, sous le patronage enthousiaste de Laurent. Tous deux sont subjugués par le charme de Pic. Laurent, jusqu'au jour de sa mort, soutiendra et protégera Pic durant les périodes très difficiles que ce dernier connaîtra. En fait, sans Laurent, il est peu probable que l'œuvre de Pic lui eût survécu.

### Le syncrétisme humaniste de Pic de la Mirandole

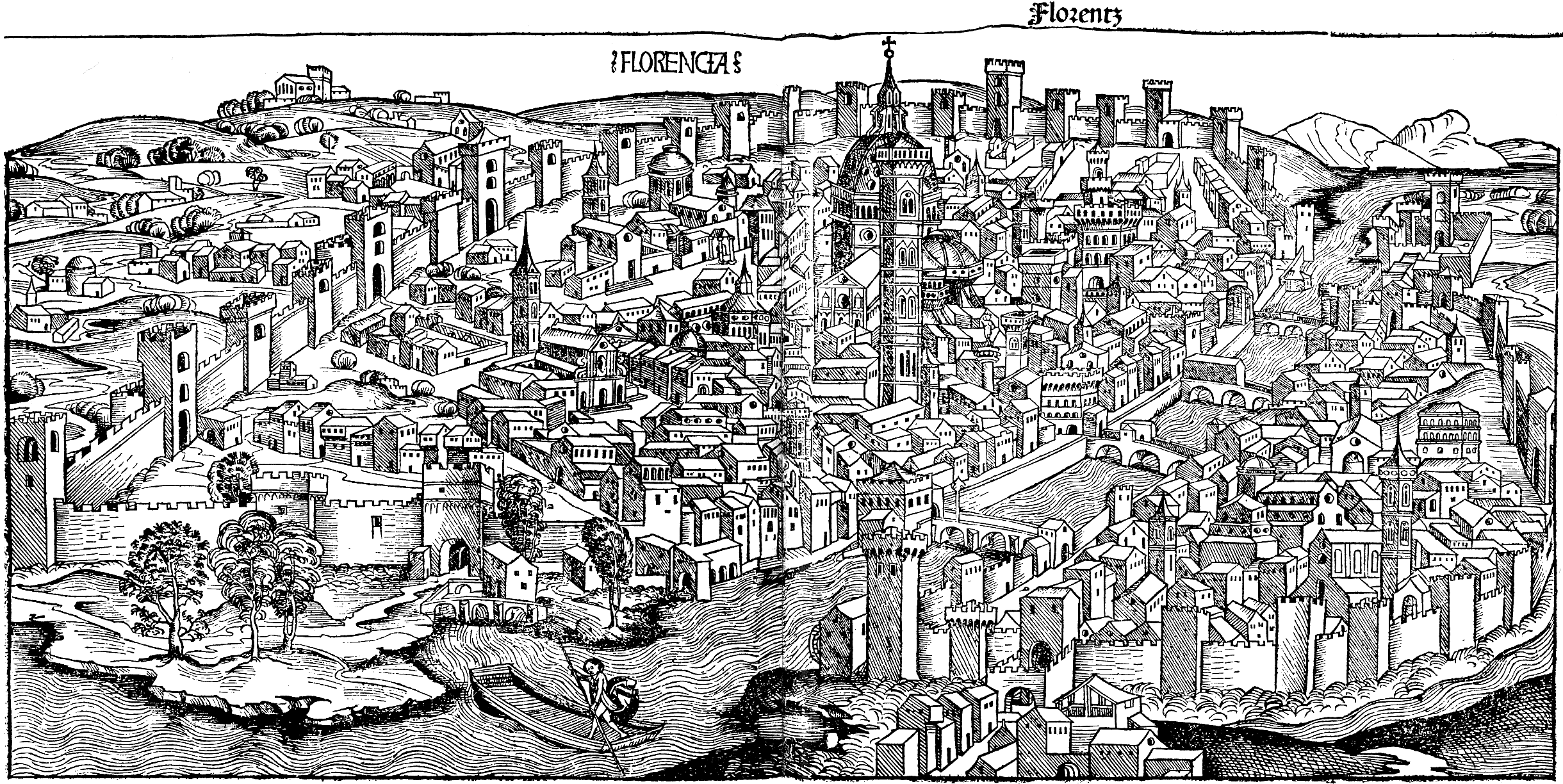
Florence vers 1490, estampe, Chroniques de Nuremberg, 1493.

Pic de la Mirandole part pour Rome, avec l'intention de publier ses 900 Thèses et d'organiser une rencontre où des érudits de toute l'Europe pourront en débattre. Mais en chemin, lors d'une halte à Arezzo, il s'embrouille dans une affaire amoureuse avec l'épouse d'un des cousins de Laurent de Médicis. Cela lui coûte presque la vie. Pic tente de s'enfuir avec la dame, mais il est rattrapé, blessé et jeté en prison par le mari. Il ne doit d'être relâché qu'à l'intervention de Laurent lui-même. Cet incident illustre bien le tempérament souvent audacieux de Pic, en même temps que la loyauté et l'affection qu'il pouvait néanmoins inspirer.
Pic de la Mirandole passe plusieurs mois à Pérouse et à Fratta, de nos jours Umbertide, située tout près, où il se remet de ses blessures. C'est là, comme il l'écrit à Ficin, qu'il découvre « certains livres qui, par une divine providence, me sont tombés entre les mains. Ce sont des livres chaldaïques ... d'Esdras, de Zoroastre et de Melchior, des oracles des mages où se trouve une interprétation, brève et aride, de la philosophie chaldéenne, mais pleine de mystère ». C'est encore à Pérouse qu'il s'initie à la mystique juive de la Kabbale, qui le fascine, tout comme les derniers auteurs classiques de l'hermétisme, tel Hermès Trismégiste. À cette époque, on pensait que la Kabbale et l'hermétisme étaient aussi anciens que l'Ancien Testament, de sorte que Pic de la Mirandole leur accorde presque autant de valeur qu'aux Écritures. Il est le premier penseur extérieur au judaïsme à avoir introduit la Kabbale dans les études philosophiques, notamment dans son Heptaple, consacré à l'interprétation kabbalistique des sept jours de la Création.
Pic de la Mirandole se proposait toujours de faire le tour complet d'un sujet et de le considérer autant que possible sous plusieurs angles, afin de s'en faire une idée qui fût le plus conforme possible à la réalité. Pour lui, le syncrétisme consistait à observer un même absolu de plusieurs points de vue différents, une approche scolastique aux résonances très modernes.
Il fondait ses idées principalement sur Platon, tout comme son maître Ficin, mais il gardait un profond respect pour Aristote. Bien qu'il fût lui-même le produit de l'étude des humanités (la studia humanitatis), Pic était par nature un éclectique, et représentait à certains égards une réaction contre les exagérations de l'humanisme pur ; ainsi, en 1485, dans une longue et célèbre lettre à Hermolao Barbaro, il défend ce qu'il y avait de meilleur à ses yeux chez les commentateurs médiévaux et arabes d'Aristote, comme Averroès et Avicenne. Ce fut toujours l'objectif de Pic que de réconcilier les partisans de Platon et ceux d'Aristote, car il était convaincu que l'un et l'autre exprimaient les mêmes concepts, mais avec des mots différents. Voilà peut-être la raison pour laquelle ses amis le surnommaient « princeps concordiae », c'est-à-dire « prince de la concorde », (un jeu de mots, « Concordia » étant l'un des fiefs de sa famille). De même, il pensait qu'une personne instruite devait aussi étudier les sources hébraïques et talmudiques, ainsi que l'hermétisme, parce qu'il était convaincu qu'elles présentaient, en d'autres mots, la même image de Dieu que l'Ancien Testament.
Il termine son Discours sur la dignité de l'homme, qu'il se propose d'annexer à ses 900 Thèses, puis il se rend à Rome pour donner suite à son projet de les défendre. Il les fait publier à Rome en décembre 1486 sous le titre Conclusiones philosophicae, cabalasticae et theologicae et offre de défrayer les dépenses de tout érudit qui viendrait à Rome pour en débattre publiquement.

### Débats avec l'Église, exil et retour en Italie

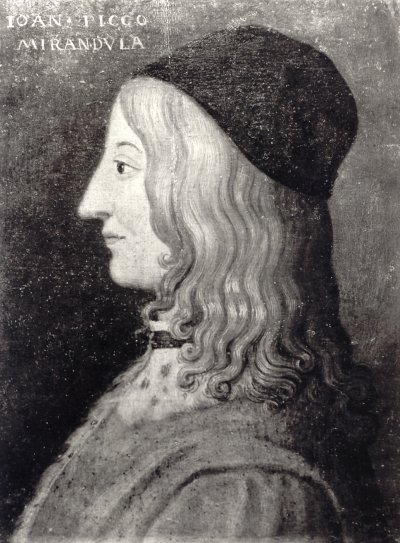
Ioan Picco Mirandula.

En février 1487, le pape Innocent VIII interdit le débat proposé, et charge une commission de vérifier l'orthodoxie des thèses de la Mirandole. Bien que Pic réponde aux accusations dont elles font l'objet, treize d'entre elles sont condamnées. Il s'engage par écrit à les retirer, mais ne change pas d'opinion quant à leur validité, et entreprend, pour les défendre, d'écrire une apologie (Apologia J. Pici Mirandolani, Concordiae comitis, publiée en 1489), qu'il dédie à Laurent de Médicis. Informé de la circulation de ce manuscrit, le pape institue un tribunal d'Inquisition, forçant Pic à renoncer également à l'Apologie — ce qu'il consent encore une fois à faire.
Néanmoins, le pape déclare ses thèses non orthodoxes, affirmant : « Elles sont pour partie hérétiques, et pour partie fleurent l'hérésie ; d'aucunes sont scandaleuses et offensantes pour des oreilles pieuses ; la plupart ne font que reproduire les erreurs des philosophes païens... d'autres sont susceptibles d'exciter l'impertinence des juifs ; nombre d'entre elles, enfin, sous prétexte de philosophie naturelle veulent favoriser des arts ennemis de la foi catholique et du genre humain ». L'un des détracteurs de Pic de la Mirandole soutient même que « Kabbale » est le nom d'un auteur impie hostile à Jésus-Christ.
Pic de la Mirandole s'enfuit en France en 1488, où il est arrêté par Philippe II de Savoie, à la demande du nonce apostolique, et emprisonné à Vincennes. Grâce à l'intercession de plusieurs princes italiens — tous poussés par Laurent de Médicis — le roi Charles VIII le fait relâcher et le pape se laisse persuader d'autoriser Pic à revenir à Florence pour y résider sous la protection de Laurent. Ce n'est toutefois qu'en 1493, après l'accession d'Alexandre VI (Rodrigo Borgia) à la papauté, qu'il est libéré des censures et restrictions imposées par le pape.
Pic est profondément ébranlé par cette expérience. Il se réconcilie avec Savonarole, à qui il demeure très attaché, et persuade même Médicis d'inviter Savonarole à Florence. Mais Pic ne renoncera jamais à ses convictions syncrétistes.
Il s'installe près de Fiesole, dans une villa que Médicis a aménagée pour lui, où il écrit et publie le Heptaplus id est de Dei creatoris opere (1489) et le De Ente et Uno (1491). C'est là également qu'il rédige son autre ouvrage le plus célèbre, les Disputationes adversus astrologiam divinatricem, qui ne sera publié qu'après sa mort. Il y condamne sévèrement les pratiques des astrologues de son temps, et sape les fondements intellectuels de l'astrologie elle-même. Il s'intéressait à la haute magie, celle qui rehausse la dignité de l'homme et renforce sa volonté, et il n'y avait pas de place dans une telle conception pour le déterminisme astral.
Après la mort de Laurent de Médicis, en 1492, Pic de la Mirandole s'installe à Ferrare, bien qu'il continue de fréquenter Florence, où l'instabilité politique accroît l'influence grandissante de Savonarole dont le style et l'opposition réactionnaire à l'expansion de la Renaissance ont déjà suscité l'hostilité envers la famille des Médicis (ils seront finalement expulsés de Florence) et vont conduire à la destruction généralisée de livres et de tableaux. Pic devient malgré tout un disciple de Savonarole, détruisant ses propres poèmes et se départissant de sa fortune, avec l'intention de se faire moine, projet qu'il n'accomplira toutefois jamais.

### Décès et funérailles
Pic de la Mirandole meurt en 1494, dans des circonstances longtemps restées mystérieuses. La rumeur court alors que, trop proche de Savonarole, il aurait été empoisonné par son propre secrétaire à l'instigation des Médicis. Cet empoisonnement est confirmé en 2008 par une équipe scientifique qui analyse les restes exhumés de Pic et de Politien,. Les scientifiques dirigés par Giorgio Gruppioni, professeur d'anthropologie à Bologne, concluent à un empoisonnement des deux hommes à l'arsenic, probablement commandité par Pierre de Médicis et exécuté dans le cercle des proches de Pic, probablement par son propre secrétaire, Cristoforo da Calamaggiore.
Il est enterré à Naples ; Savonarole prononce l'oraison funèbre. Ficin écrit : « Notre cher Pico nous a quittés le jour même où Charles VIII entrait dans Florence, et les pleurs des lettrés compensaient l'allégresse du peuple. Sans la lumière apportée par le roi de France, peut-être Florence n'eût-elle jamais vu jour plus sombre que celui où s'éteignit la lumière de la Mirandole. »

## Pic de la Mirandole et la Kabbale
Selon Pic de la Mirandole, la révélation biblique et la philosophie grecque procéderaient d’une même origine dont la Kabbale serait le témoin le plus fidèle. Les 900 Thèses philosophiques, cabalistiques et théologiques provoquent un scandale retentissant en Italie. Toutefois, toujours selon Pic de la Mirandole, la Kabbale ne ferait que confirmer la doctrine chrétienne : « Aucune science ne peut mieux nous convaincre de la divinité de Jésus-Christ que la magie et la cabale »

## Pic de la Mirandole, Pascal et Voltaire
Pascal critiqua le projet humaniste de Pic de la Mirandole d'une culture générale en tant que simple étalage d’une érudition superficielle. Il se moque ainsi implicitement de lui dans Les Pensées, en faisant allusion à ceux qui prétendent discourir « de omni re scibili » (« de toute chose connaissable ») ; ce à quoi Voltaire aurait ajouté : « et quibusdam aliis » (« et sur quelques autres »).
Selon Louis Valcke, « Telle est la légende de Pic ; accumulant des faits pour la plupart véridiques, mais déformés et magnifiés par le prisme de la mémoire comme par l’expectative des historiens, elle donne de son héros une image essentiellement fallacieuse, tout en oblitérant la place véritable qui lui revient de droit dans l’histoire des idées. »
Voltaire s'intéressa donc à Pic de la Mirandole, pour en établir en fin de compte un bilan globalement négatif dans son Essai sur les mœurs et l'esprit des nations :
« Il est encore plus extraordinaire que ce prince, ayant étudié tant de langues, ait pu à vingt-quatre ans soutenir à Rome des thèses sur tous les objets des sciences, sans en excepter une seule. On trouve à la tête de ses ouvrages quatorze cents conclusions générales sur lesquelles il offrit de disputer. Un peu d'éléments de géométrie et de la sphère étaient dans cette étude immense la seule chose qui méritait ses peines. Tout le reste ne sert qu'à faire voir l'esprit du temps. C'est la Somme de saint Thomas ; c'est le précis des ouvrages d'Albert, surnommé le Grand ; c'est un mélange de théologie avec le péripatétisme. On y voit qu'un ange est infini secundum quid : les animaux et les plantes naissent d'une corruption animée par la vertu productive. Tout est dans ce goût. C'est ce qu'on apprenait dans toutes les universités. Des milliers d'écoliers se remplissaient la tête de ces chimères, et fréquentaient jusqu'à quarante ans les écoles où on les enseignait. On ne savait pas mieux dans le reste de la terre. Ceux qui gouvernaient le monde étaient bien excusables alors de mépriser les sciences, et Pic de La Mirandole bien malheureux d'avoir consumé sa vie et abrégé ses jours dans ces graves démences […] L'histoire du prince de La Mirandole n'est que celle d'un écolier plein de génie, parcourant une vaste carrière d'erreurs, et guidé en aveugle par des maîtres aveugles. »
Même le don apparent de Pic pour les langues le laisse sceptique :
« On dit qu'à l'âge de dix-huit ans il savait vingt-deux langues. Cela n'est certainement pas dans le cours ordinaire de la nature. Il n'y a point de langue qui ne demande environ une année pour bien la savoir. Quiconque dans une si grande jeunesse en sait vingt-deux peut être soupçonné de les savoir bien mal, ou plutôt il en sait les éléments, ce qui est ne rien savoir. »

## Postérité
Sylvie Pic de la Mirandole ou Silvia Pico (1530-1554, en couches), descendante du frère aîné du philosophe, épousa François III de La Rochefoucauld (1521 - Paris, 24 août 1572, massacré à la Saint-Barthélémy), comte de La Rochefoucauld, prince de Marcillac, comte de Roucy et baron de Verteuil, d'où François IV de La Rochefoucauld, et postérité.
Ses neveux Jean-François II Pic de la Mirandole et Alberto III Pio di Savoia, fils de sa sœur Catherine, furent des humanistes notables.

## Influences contemporaines
- Épigraphe de L'Œuvre au noir de Marguerite Yourcenar :
  - Oratio de hominis dignitate, Pic de La Mirandole :

« Nec certam sedem, nec propriam faciem, nec munus ullum peculiare tibi dedimus, o Adam, ut quam sedem, quam faciem, quae munera tute optaveris, ea, pro voto,  pro tua sententia, habeas et possideas. Definita ceteris natura intra praescriptas a nobis leges coercetur. Tu, nullis angustiis coercitus, pro tuo arbitrio, in cuius manu te posui, tibi illam praefinies. Medium te mundi posui, ut circumspiceres inde commodius quicquid est in mundo. Nec te caelestem neque terrenum, neque mortalem neque immortalem fecimus, ut tui ipsius quasi arbitrarius honorariusque plastes et fictor, in quam malueris tute formam effingas. »

- - Traduction de M. Yourcenar dans L'Œuvre au Noir :

« Je ne t'ai donné ni visage, ni place qui te soit propre, ni aucun don qui te soit particulier, ô Adam, afin que ton visage, ta place, et tes dons, tu les veuilles, les conquières et les possèdes par toi-même. Nature enferme d'autres espèces en des lois par moi établies. Mais toi, que ne limite aucune borne, par ton propre arbitre, entre les mains duquel je t'ai placé, tu te définis toi-même. Je t'ai placé au milieu du monde, afin que tu pusses mieux contempler ce que contient le monde. Je ne t'ai fait ni céleste ni terrestre, mortel ou immortel, afin que de toi-même, librement, à la façon d'un bon peintre ou d'un sculpteur habile, tu achèves ta propre forme. »

- De Hominis Dignitate est aussi le nom donné à une œuvre musicale du jeu Europa Universalis IV, un jeu de Grand Stratégie qui plonge le joueur dans l'univers de l'époque moderne et, entre autres, celui de l'humanisme.

### Œuvres traduites (du latin et de l'italien)
(par ordre chronologique)

Opera omnia, 1601.

- 12 sonnets (vers 1480 ss.), choisis et traduits de l'italien par Françoise Graziani, in Poésie, no 72, Paris, Belin, 1995 [épuisé].
- Commentaire sur une chanson d'amour de Jérôme Benivieni (1486), éd. et trad. Patricia Mari-Fabre, Paris, éd. Guy Trédaniel, 1991, contient l'éd. bilingue français-italien de Chanson d'amour / Jérôme Benivieni ; Commento, éd. et trad. Stéphane Toussaint, Lausanne, L'Âge d'homme, "Contemplation", 1989.
- Discours de la dignité de l'homme (1486), in Œuvres philosophiques, éd. et trad. Olivier Boulnois, Giuseppe Tognon, Paris, PUF, coll. "Épiméthée", 1993, éd. bilingue latin-français pour 2 des textes : Sur la dignité de l'homme ; L'Être et l'Un) ; De la dignité de l'homme, Oratio de hominis dignitate, prés. et trad. Yves Hersant, Paris, L'Éclat, "Philosophie imaginaire", 1993.
- 900 conclusions philosophiques, cabalistiques et théologiques (décembre 1486) ; édition critique et trad. par Delphine Viellard, précédé d'une étude de Louis Valcke "La condamnation de Pic de la Mirandole", Paris, Les Belles Lettres, 2017  (ISBN 9782251446943) ; trad. Bertrand Schefer, Paris, éd. Allia, 1999, éd. bilingue latin-français ; Conclusiones sive Theses DCCCC. Romae anno 1486 publice disputandae, sed non admissae, Genève, Droz, "Travaux d'humanisme et Renaissance", 1973 [latin-français].
- Apologie (1487). Partiellement rééditée dans Une controverse sur Origène à la Renaissance [réunit "Discussion sur le salut d'Origène", extraite de l'Apologie de Pic de La Mirandole, et "13e conclusion apologétique" des Déterminations magistrales de P. Garcia. - texte latin et traduction française en regard], Paris, Vrin, collection "De Pétrarque à Descartes", 1977 [épuisé].
- Heptaplus (1489). Extraits dans Les cahiers d'Hermès II, 2007 : "Pic de la Mirandole et l'Heptaplus" sophia.free-h.net
- L'Être et l'Un (1491), in Œuvres philosophiques, éd. et trad. Olivier Boulnois, Giuseppe Tognon, Paris, PUF, coll. "Épiméthée", 1993, éd. bilingue latin-français pour 2 des textes : Sur la dignité de l'homme ; L'Être et l'Un) ; in Stéphane Toussaint, L'esprit du Quattrocento, édition bilingue, Paris, H. Champion, 1995.
- Disputation contre l'astrologie (Disputationes adversus astrologiam divinitricem, 1492, 1re éd. posthume 1496). Texte latin et trad. italienne Eugenio Garin, Florence, 1946-1952, 2 t. Voir Éric Weil, La Philosophie de Pietro Pomponazzi, Pic de la Mirandole et la critique de l'astrologie, Paris, Vrin, « Problèmes et controverses », 1985.

### Essais et biographies
(Par ordre alphabétique)
- (it) Giulio Busi, Vera relazione sulla vita e i fatti di Giovanni Pico, conte della Mirandola, Turin, Aragno, 2010.
- Brian Copenhaver, Giovanni Pico della Mirandola, The Stanford Encyclopedia of Philosophy, 2008 [2016].
- P. M. Cordier, Jean Pic de la Mirandole ou la plus pure figure de l'humanisme chrétien, Paris, Debresse, 1957.
- Michel Desforges, Jean Pic de la Mirandole, Saint-Paul, L. Souny, 2004.
- Léon Dorez, Louis Thusane, Pic de la Mirandole en France : 1485-1488, Genève, Slatkine, 1996.
- Eugenio Garin, Hermétisme et Renaissance, trad. Bertrand Schefer, Paris, Allia, "Petite collection", 2001.
- Louis Gautier Vignal, Pic de la Mirandole, Paris, Grasset, 1937.
- Moshe Idel, The Anthropology of Yohanan Alemanno: Sources and Influences, dans  « Topoi » (7), 1988
- Henri de Lubac, Pic de la Mirandole, Paris, Aubier-Montaigne, 1974.
- José V. de Pina Martins, Jean Pic de la Mirandole. Un portrait inconnu de l'humaniste, Paris, PUF, 1976 [épuisé].
- Charles Mopsik, Cabale et Cabalistes, Albin Michel, 2003
- B. C. Novak, Giovanni Pico della Mirandola and Jochanan Alemanno, dans « Journal of the Warburg and Coutauld Institutes » 45, 1982
- Jacques Quéron, Pic de la Mirandole. Contribution à la connaissance de l'humanisme philosophique renaissant, Aix-en-Provence, université Aix-Marseille I, 1986.
- Karine Safa, L'humanisme de Pic de la Mirandole. L'esprit en gloire de métamorphoses, Paris, Vrin, "Philologie et Mercure", 2001.
- Gershom Scholem, La Kabbale, Le Cerf, 1998
- Colette Sirat, La philosophie juive au Moyen Âge, selon les textes et les imprimés, CNRS, 1983
- Louis Valcke, Roland Galibois, Le périple intellectuel de Jean Pic de La Mirandole, suivi de Discours de la dignité de l'homme, et de L'Être et l'Un, Sainte-Foy (Québec), Presses de l'Université Laval, 1994.
- Louis Valcke, Pic de la Mirandole : Un itinéraire philosophique, Paris, Les Belles Lettres, coll. « Le Miroir des Humanistes », 2005, 491 p. (ISBN 2-251-34475-6).
- Chaïm Wirszubski, Pic de la Mirandole et la Cabale suivi de Considérations sur l'histoire des débuts de la cabale chrétienne par Gershom Scholem, traduit de l'anglais et du latin par Jean-Marc Mandosio, Paris-Tel Aviv, Éditions de l'Éclat, 2007  (ISBN 2-84162-132-4).
- Alfredo Perifano (éd.) ; La Sorcière. Dialogue en trois livres sur la tromperie des démons. Dialogus in tres libros divisus : titulus est Strix, sive de ludificatione Daemonum (1523), Turnhout, 2007, Brepols Publishers,  (ISBN 978-2-503-52662-1)

### Études bibliographiques
- Leonardo Quaquarelli – Zita Zanardi, Pichiana. Bibliografia delle edizioni e degli studi, Florence, Olschki, 2005 (Studi pichiani 10).
- Thomas Gilbhard, Paralipomena pichiana: À propos einer Pico–Bibliographie, in: « Accademia. Revue de la Société Marsile Ficin », VII, 2005, p. 81–94.

### Variations romanesques
- Éric Deschodt, Jean-Claude Lattès, Marguerite et les enragés : meurtre à Florence, roman, Paris, Seuil, 2004 / " Points ", 2005
- Catherine David, L'homme qui savait tout : le roman de Pic de la Mirandole, Paris, Seuil, 2001/« Points », 2002
- Catherine d'Oultremont, Le Prince de la Concorde : la vie lumineuse de Jean Pic de la Mirandole, roman, préf. Louis Valcke, Bruxelles, Le Cri, "Roman", 2006
- Guillaume de Sardes, Giovanni Pico, Paris, Hermann, 2007 (Prix Ulysse 2008 du premier roman).
- Paul Alexis Ladame, Le Fidèle d'amour, roman, Paris, Albin Michel, 1984